# Гусла (Болгарія)
Гу́сла (болг. Гусла) — село в Шуменській області Болгарії. Входить до складу общини Каолиново.

## Населення
За даними перепису населення 2011 року у селі проживали 614 осіб.
Національний склад населення села:
| Національність   | Кількість осіб | Відсоток |
| ---------------- | -------------- | -------- |
| турки            | 608            | 99,0 %   |
| цигани           | 0              | 0 %      |
| інша             | 0              | 0 %      |
| не визначились   | 6              | 1,0 %    |
| Всього відповіли | 614            |          |

Розподіл населення за віком у 2011 році:
Динаміка населення: